# KATANA (アン・ルイスの曲)
「KATANA」（カタナ）はアン・ルイスの29枚目のシングル。1988年4月21日にビクター音楽産業より発売された。規格品番は、EP:SV-9328 / CDS:VDRS-1016。

## 概要
アルバム『女息 -MEIKI-』からの先行シングル。表題曲「KATANA」はアルバムヴァージョンで収録されている。「SIREN」は全編英語詞による楽曲。
2020年9月2日には、MEG-CDとして復刻版が発売された。

## 収録曲
1. KATANA
作詩: 石川あゆ子 / 作曲: 鹿紋太郎 / 編曲: 佐藤準
2. SIREN
作詩: Jonah Pashby / 作曲: 北島健二 / 編曲: 佐藤準

## 参考資料
- オリコン『SINGLE CHART-BOOK COMPLETE EDITION 1968-2005』オリコン・マーケティング・プロモーション、2006年4月。ISBN 9784871310765。